# Капуртхала (округ)
Капуртхала (в.-пандж. ਕਪੂਰਥਲਾ ਜ਼ਿਲਾ; англ. Kapurthala) — округ в индийском штате Пенджаб. Административный центр — город Капуртхала. Площадь округа — 1633 км². По данным всеиндийской переписи 2001 года население округа составляло 754 521 человек. Уровень грамотности взрослого населения составлял 73,9 %, что выше среднеиндийского уровня (59,5 %). Доля городского населения составляла 32,7 %.